# فيرنر شراير
فيرنر شراير (بالألمانية: Werner Schreyer)‏ (و. 1970  م) هو ممثل، وعارض، وممثل أفلام نمساوي، ولد في فيينا.

## وصلات خارجية
- فيرنر شراير على موقع IMDb (الإنجليزية)
- فيرنر شراير على موقع ألو سيني (الفرنسية)
- فيرنر شراير على موقع أول موفي (الإنجليزية)
- فيرنر شراير على موقع قاعدة بيانات الأفلام السويدية (السويدية)
- فيرنر شراير على موقع قاعدة بيانات الفيلم (الإنجليزية)
- فيرنر شراير على موقع كينوبويسك (الروسية)